# Silvan Koopmann
Silvan Koopmann (* 1948 in Fürth) ist ein deutscher Posaunist, der auch als Komponist und Arrangeur tätig war.

## Leben und Wirken
Koopmann erhielt mit fünf Jahren ersten Klavierunterricht. Zwischen 1972 und 1977 studierte er an der Fachakademie für Musik in Nürnberg und absolvierte mit der staatlichen Musikreifeprüfung im Fach Posaune. In den Jahren 1976 und 1977 nahm er an Jazzkursen der Akademie in Remscheid bei Sigi Busch, Manfred Schoof, Albert Mangelsdorff teil. Von 1977 bis 1979 studierte er an der Hochschule für Musik und Theater München bis zur künstlerischen Staatsprüfung im Fach Posaune.
Ab 1978 wirkte Koopmann als Posaunist bei den Nürnberger Symphonikern, aber auch in der Rundfunk Big Band Nürnberg. Zudem arbeitete er in den Formationen von Josef Niessen, Hugo Strasser und Max Greger und trat mit Peter Herbolzheimer, Ack van Rooyen, Jiggs Whigham, Emil Mangelsdorff und Dusko Goykovich auf. 1978 gründete er weiterhin die spätere Silvan Koopmann Big Band, mit der es in den nächsten Jahren zu regelmäßigen Produktionen des Bayerischen Rundfunks (Album 1983), aber auch zu Auftritten im Fernsehen und bei vielen Jazzfestivals kam. Gemeinsam mit den Posaunisten Kerstin Dikhoff, Dietrich Kawohl und Klaus Hammer tritt er auch im Quartett 4Bones 4Fun auf.
Nachdem Koopmann bereits von 1981 bis 2001 als Dozent an der Fachakademie für Musik in Nürnberg gewirkt hatte, war er zwischen 2001 und 2013 als Professor für Posaune (Klassik und Jazz), Bigbandleitung, Ensembleleitung Jazz und Methodik/Didaktik der Blechbläser an der Hochschule für Musik Nürnberg tätig. Zudem war er als Komponist und Arrangeur für das Stadttheater Fürth, aber auch ARD und ZDF tätig.